# Кондьор
Кондьор (на руски: Кондёр) е планински масив с интрузивен произход, разположен в Хабаровски край, Русия. Намира се на около 570 km югоизточно от Якутск и 600 km югозападно от Охотск. Диаметърът му е 8 km, а максималната височина – 1398 m. Има пръстеновидна форма.
Кондьор е голям и важен източник на платина. Също така се добиват злато, сребро и други редки редки минерали.
В поверията на евенките и якутите масивът се е считал за свята планина под названието Уоргулой. Учените започват да го изучават през 1930-те години.

## Геология
Противно на първоначалните хипотези, Кондьор не е нито вулканичен кратер, нито ударен кратер от метеорит. Всъщност, масивът представлява дайка, съставена от дълбоки скали, образували се на хиляди метри под повърхността, богати на редки минерали и подложени на влиянието на ерозия.